# Eric Saade
Eric Saade (születési nevén Eric Khaled Saade) (Helsingborg, Svédország, 1990. október 29. –) libanoni származású svéd énekes és dalszerző. Eric képviselte hazáját a 2011-es Eurovíziós Dalfesztiválon, ahol a harmadik helyezést ért el, Popular című dalával.

## Kezdetek
Eric a svédországi Kattarp falujában nevelkedett libanoni apa és svéd anya gyermekeként. Hét édes- illetve féltestvére van, közülük ő a második legidősebb. 13 éves korában kezdett el dalokat írni, de igazán komolyan csak 15 évesen kezdett el vele foglalkozni, aminek eredményeként három dallal egy kislemezt állított össze. Ez a lemez kereskedelmi forgalomban soha nem jelent meg, a rádiók nem játszották zenéit. Ismertté akkor vált, amikor megnyerte a Jokert, a svéd zenei tehetségkutatót.
2007-ben korábbi sikerein felbuzdulva megalapította a What's Up! nevű formációt ötödmagával. Az együttes minden tagja ekkor már elért valamit a zenei világban (legtöbbjük tehetségkutatókon került felfedezésre). 2008-ban már országos turnéra indultak. Ugyanebben az évben a Disney által gyártott Camp Rock című film svéd betétdalát ők énekelték el, és Eric volt a főszereplő svéd hangja, Joe Jonasnak. Ugyanebben az évben az együttes kiadta első albumát, mely az In Pose névre hallgat. Egy hétig az összesített svéd slágerlistán a 40. helyen állt. Eric 2009-ben elhagyta a formációt, hogy szólókarrierbe kezdjen.
A 2010-es Eurovíziós Dalfesztiválon a svéd zsűri tagja volt.

## Szólókarrier

### 2009: kezdet
2009 nyarán, augusztusában szerződést írt alá a Roxy Recordings kiadóval. December 21-én meg is jelent első dala, a Sleepless, amelyet Frederik Kempe és Peter Boström. A dal a svéd slágerlista 44. helyén landolt. Világszerte elérhető volt az iTunes-on. A zene videóklipje 2010. január 22-én jelent meg, amit Anders Rune rendezett.

### 2010: Melodifestivalen
2010. február 12-én Eric tovább jutott a második elődöntőben, a Manboy című dalával. Ezt is Frederik Kempe és Peter Boström írta. A döntőben a harmadik lett 159 ponttal. Anna Bergendahl lett az első, 214 ponttal.
2010 januárjában elnyerte a 2010 legfényesebb reménysége díjat Svédországban. Március 24-én kiadta második dalát, a Manboyt, amely kis idő alatt platina minősítést kapott az összes svéd ranglistán. Harmadik dala, a Break of Dawn június 28-án jelent meg. Első stúdióalbumát 2010. május 19-én adta ki Svédországban Masquerade címen, amely az év végére aranylemez lett. Június és szeptember között országos turnén volt, ami ugyan azt a nevet viselte, mint az első albuma, a Masquerade.

### 2011: Sikerek

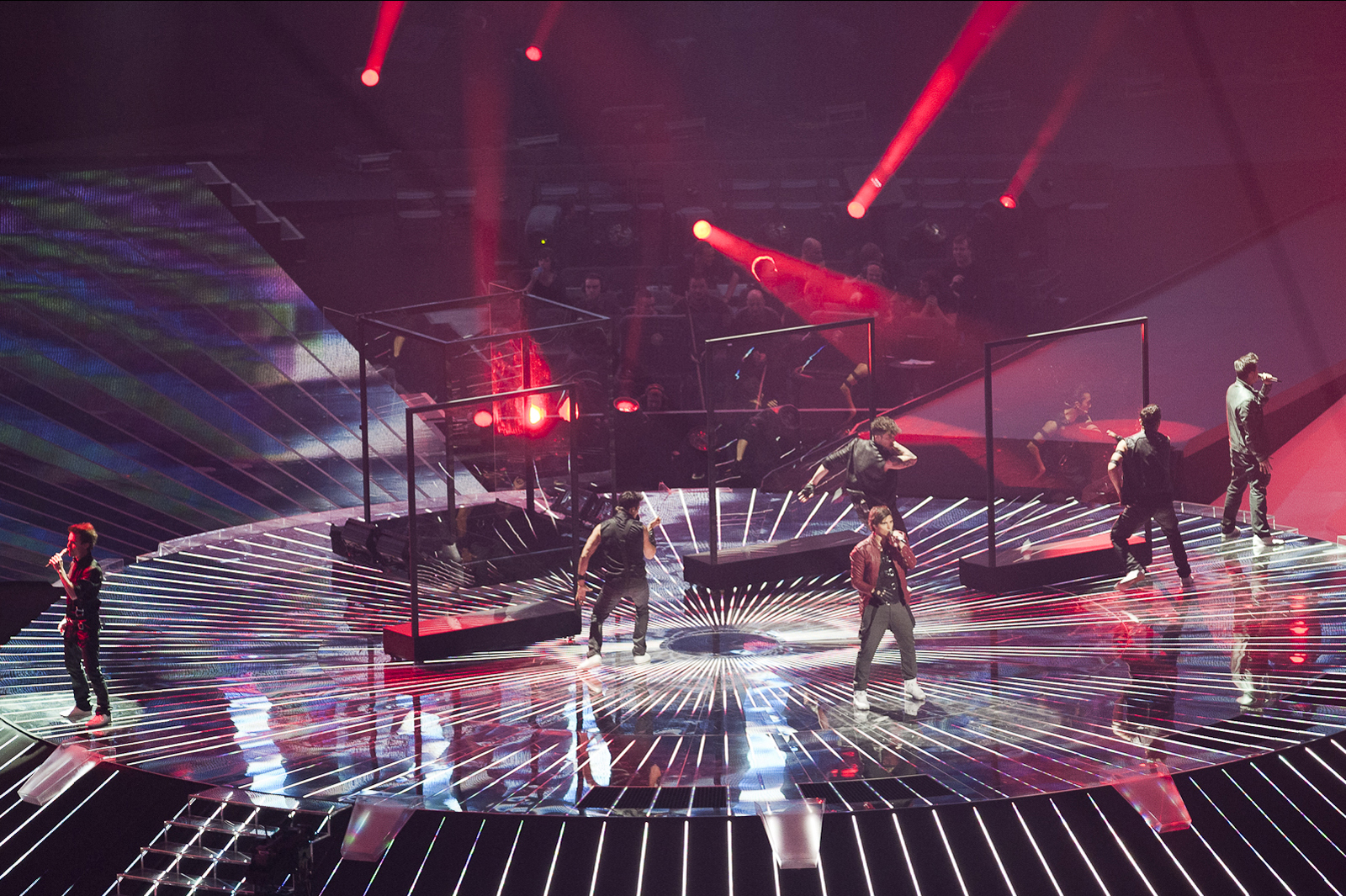
Eric Saade és táncosai első helyen a döntőbe kerültek

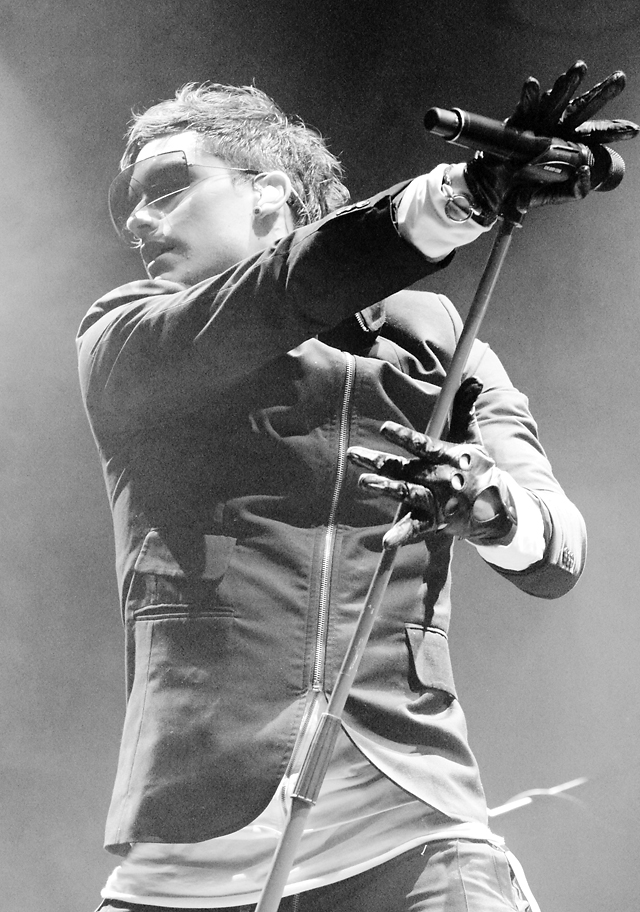
Eric Saade a Made of Pop Concerten

2011-ben számos díjra jelölték, és ebből a felét majdnem meg is nyerte.
Januárban hat kategóriában jelölték a Scandipop Awards-on, ebből kettőt meg is nyert: Legjobb férfi előadó, és a Legjobb férfi album: Masquerade.
Ebben a hónapban Grammyre is jelölték, Az év dala kategóriában a Manboy-jal.
Január 14-én megjelentette első kislemezét, a 'Still Loving It'-et amit saját maga írt, Niclas Lundin és Anton Malmberg Hård Af Segerstad közreműködésével.
Február 28-án megjelent a Popular című dala, amivel hatalmas sikereket könyvelhetett el: öt hétig a slágerlisták legelső helyén állt, majd megnyerte a svéd Eurovíziós nemzet döntőt, a Melodifestivalent, amivel kvalifikálta magát a 2011-es Eurovíziós Dalfesztiválra, és a 3. helyezést érte el a döntőben. Később pedig dupla platina minősítést kapott a kislemez.
Június 29-én kiadta második albumát Saade Vol. 1 címmel, amely öt hétig volt a slágerlisták élén Svédországban, majd később platinalemez lett. Június közepétől novemberig ismételten országos turnéra indult, aminek keretében már Franciaországba is ellátogatott.
Június 3-án egy újabb kislemezt jelentetett meg, méghozzá Hearts in the Air-t J-son közreműködésében, Svédországban és Norvégiában, majd szeptember 28-án Franciaországban.
Július 14-én fellépett Viktória hercegnő és az egész svéd királyi család előtt.
Augusztusban több díjra is jelölték.
November 2-án megjelent új kislemeze a 'Hotter Than Fire' egy amerikai énekesnő kíséretében, Devvel. A dalt saját maga, Jason Gill és J-Son szerezte. A dal 5. helyről startolt a svéd toplistán. Még ebben az évben egy videóklipet is készítettek a dalhoz, amit december 7-én mutattak be. A dalnak pedig készült egy második videóklip is, ami egy remix is egyben.
November végén megjelent harmadik albuma, a Saade Vol. 2. A Svédországban első, míg Finnországban csak a 46. helyezést érte el a toplistákon.
Egy 2011-es felmérés szerint Svédországban Eric volt a legkeresettebb híresség a Google keresőben.

#### 2011-es Eurovíziós Dalfesztivál
Eric miután megnyerte a 2011-es svéd Melodifestivalent, kvalifikálta magát a 2011-es Eurovíziós Dalfesztiválra. A versenyen a Popular című dalát adta elő. Az elődöntőt ő nyerte meg a legmagasabb pontszámmal, a döntőben azonban már csak a harmadik helyezést érte el. Utoljára 1999-ben ért el ilyen magas helyezést svéd énekes a dalfesztiválon. Az ESC rádiós díjak közül (mely a dalfesztiválon elhangzó dalok rádiós versenye) elnyerte a legjobb férfinak és a legjobb dalnak járó díjat.

### 2012
2012 első hónapjában Scandipop Awards-on hat díjra jelölték, amiből négyet meg is nyert. Ebben a hónapban egy Grammy-díjra is jelölték, de azt Avicii Levels című dala nyerte el.
Március 30-tól április 28-áig Pop Explosion Concert elnevezésű, harmadik turnéján volt, 15 állomással.
Júniusban egy norvég énekesnővel, Tone Damlival készített egy közös dalt, az Imaginet. Pár héttel a dal megjelenése után a klip is elkészült, amit Ibizán forgattak.
Október 24-én kiadott két kislemezt, amik a Miss Unknown és Marching (In the Name of Love) címet viselik.
"Már majdnem egy éve, hogy nem adtam ki egy kislemezt. Sok új zenét írtam, és szeretném, hogy új hatásokat keltsenek. Mindig is szerettem R'n'B-t és Hiphopot, és azt akarom, hogy keverjük az én pop zenémmel. Lehet, hogy nem a világ legtermészetesebb dolga, hogy kiadjak két kislemezt ugyanabban az időben, de szeretem a dolgokat kicsit másképp csinálni... és az összes dalt szeretem, úgy ahogy van."- mondta Eric. Mind a két dalhoz klip is készült, a Miss Unknownt december 7-én, míg a Marching (In the Name of Love)-ot december 12-én mutatták be.
A 2012-es turnéjáról egy DVD is készült, amit novemberben jelentettek meg.

### 2013
Áprilisban bejelentették, hogy Eric következő albuma augusztusban fog megjelenni Forgive Me címmel, aminek az első kislemeze a Coming Home. Eric és csapata azt mondta, hogy ez az album teljesen más lesz, mint az eddigi dalai.
Április 23-án megjelent a Coming Home című dala és hamarosan felkerült a dal a magyar iTunes-ra is.
Április végén bejelentették a közeledő új turnénak a dátumait.
Májusban részt vett a 2013-as Eurovíziós Dalfesztivál döntőjében, mint társműsorvezető a green roomban.
Május 22-én megjelent a Coming Home EP, amin 4 dal kapott helyet; Till I Break, Forgive Me, Coming Home és a Cover Girl Pt. 1.
Még ugyanebben a hónapban 25-én elstartolt a Coming Home Tour, aminek az első állomás Eric szülővárosa, Helsingborg volt.
Ebben a hónapban még kiderült, hogy a svéd énekes fogja énekelni a hivatalos nemzetközi UEFA női Európa-bajnokság dalát, ami a Winning Ground címet kapta.

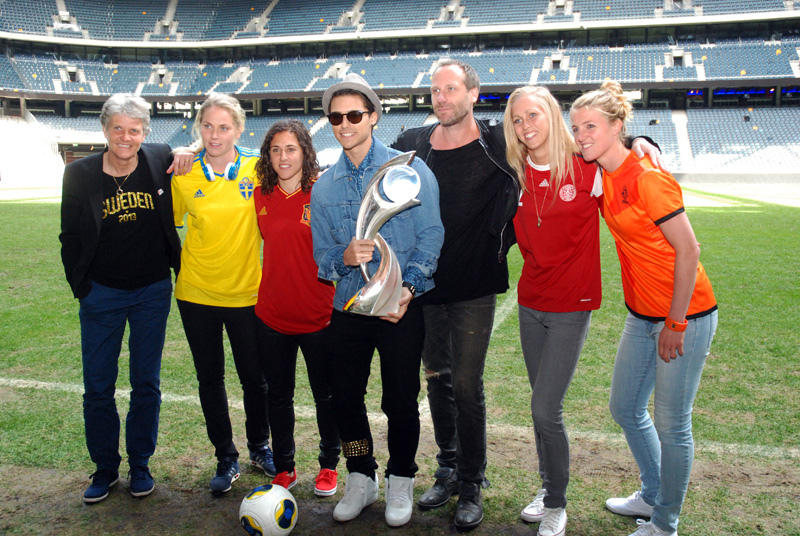
Eric Saade az UEFA női Európa-bajnokság kupájával a Friends arénában.

Június közepén megjelent a Coming Home videóklip, amit Spanyolországban is forgattak.
Július elején megjelent a Winning Ground videóklipje és az egyik svéd reggeli műsorban, a Nyhetsmorgon-ban Eric élőben is előadta. Ezek után később, 28-án a Friend Arénában, az UEFA női Európa-bajnokság döntőjében elő is adta a dalt.
Augusztus 15-én az új albuma névadó dalának a Forgive Me-nek a videóklipje jelent meg.
Lassan pedig kis részleteket kezdtek el kapni az új dalokból a rajongók, amik az új albumon foglaltak helyet. Ezeket pedig az Expressen.se honlapon tettek közzé.
Augusztus 27-én Eric bejelentette, hogy az SDA (Scandinavian Dance Academy) tánciskola tulajdonosa lett. Ez után több táncórát is tartott a feltörekvő táncos gyerekeknek.
Augusztus 28-án pedig végre elérkezett a rajongók számára nagyon várt nap, amikor is megjelent az új album, a Forgive Me, amin 13 dal szerepel.
Norvégiában pedig a Forgive Me kislemezben is megjelent a videóklipp megjelenése után.
Szeptember 12-én Finnországban lépett fel az egyik Tv műsorban, ahol interjút adott és elénekelte a Forgive Me-t is. Majd nem sokkal később, 20-án Eric a szülővárosának egyik nagykövete lett.
November 8-án a Boomerang dalszöveges videója jelent meg és még ezen a napon elérhető lett az iTunes-on.
28-án pedig az album egyik bonus trackje a Stay is felkerült az iTunesra, így minden rajongó hallhatta végre.

### 2014
Július 18-án megjelenik az új dala a Take A Ride, ami egy igazi nyári sláger.

## Diszkográfia
- Masquerade (2010)
- Saade Vol. 1 (2011)
- Saade Vol. 2 (2011)
- Forgive me (2013)

## Díjak és jelölések
| Év   | Díj                                           | Kategória                      | Jelöltség oka                  | Eredmény |
| ---- | --------------------------------------------- | ------------------------------ | ------------------------------ | -------- |
| 2010 | Scandipop Awards                              | 2010 legnagyobb reménysége     | Eric Saade                     | Elnyerte |
| 2010 | Marcel Bezençon Awards (Melodifestivalen)     | „Artistic Award“               | Manboy                         | Elnyerte |
| 2010 | Rockbjörnen Awards                            | Legjobb svéd dal az évben      | Manboy                         | Jelölve  |
| 2010 | Rockbjörnen Awards                            | „Best Swedish Male Live Act“   | Eric Saade                     | Jelölve  |
| 2010 | Rockbjörnen Awards                            | „Best Breakthrough Act“        | Eric Saade                     | Jelölve  |
| 2011 | Scandipop Awards                              | Legjobb férfi előadó           | Eric Saade                     | Elnyerte |
| 2011 | Scandipop Awards                              | Legjobb új előadó              | Eric Saade                     | Jelölve  |
| 2011 | Scandipop Awards                              | Legjobb férfi album            | Masquerade                     | Jelölve  |
| 2011 | Scandipop Awards                              | Legjobb új férfi előadó albuma | Masquerade                     | Elnyerte |
| 2011 | Scandipop Awards                              | „Best Male Single“             | Manboy                         | Jelölve  |
| 2011 | Scandipop Awards                              | „Best Male Single“             | It's Gonna Rain                | Jelölve  |
| 2011 | Scandipop Awards                              | Legjobb új férfi előadó        |                                | Jelölve  |
| 2011 | Scandipop Awards                              | Manboy                         |                                | Jelölve  |
| 2011 | Grammy-díj                                    | Az év dala                     |                                | Jelölve  |
| 2011 | QX Gay Awards                                 | Az év előadója                 | Eric Saade                     | Jelölve  |
| 2011 | Marcel Bezençon Awards (Melodifestivalen)     | „Press Award“                  | Popular                        | Elnyerte |
| 2011 | Nickelodeon Kids' Choice Awards               | Svédország kedvenc sztárja     | Eric Saade                     | Jelölve  |
| 2011 | ESC Radio Awards                              | Legjobb férfi előadó           | Eric Saade                     | Elnyerte |
| 2011 | ESC Radio Awards                              | Legjobb dal                    | Popular                        | Elnyerte |
| 2011 | You Choice Awards                             | Legjobb férfi videó            | Popular                        | Jelölve  |
| 2011 | You Choice Awards                             | Legjobb újonc                  | Popular                        | Jelölve  |
| 2011 | Rockbjörnen Awards                            | Legjobb svéd dal               | Popular                        | Jelölve  |
| 2011 | Rockbjörnen Awards                            | Best Male Artist Live          | Eric Saade                     | Jelölve  |
| 2012 | Scandipop Awards                              | „Reader's Favourite of 2011“   | Eric Saade                     | Elnyerte |
| 2012 | Scandipop Awards                              | Legjobb előadó                 | Eric Saade                     | Elnyerte |
| 2012 | Scandipop Awards                              | Legjobb remix                  | Popular (SoundFactory Remix)   | Jelölve  |
| 2012 | Scandipop Awards                              | Best Male Album                | Saade Vol. 2                   | Jelölve  |
| 2012 | Scandipop Awards                              | Best Male Album                | Saade Vol. 1                   | Elnyerte |
| 2012 | Scandipop Awards                              | „Best Male Single“             | Popular                        | Elnyerte |
| 2012 | Grammy-díj                                    | Az év dala                     | Popular                        | Jelölve  |
| 2012 | Nickelodeon Kids' Choice Awards (svéd jelölt) | Svédország kedvenc sztárja     | Eric Saade                     | Elnyerte |
| 2012 | Rockbjörnen Awards                            | „Best Male Artist Live“        | Eric Saade                     | Jelölve  |
| 2012 | Rockbjörnen Awards                            | Legjobb koncert                | Annexet                        | Jelölve  |
| 2012 | Rockbjörnen Awards                            | Legjobb svéd dal               | Hotter Than Fire               | Jelölve  |
| 2012 | Sopot Top of the Top Festival                 | „A Radio RMF FM Award“         | Hotter Than Fire               | Elnyerte |
| 2012 | Sopot Top of the Top Festival                 | „Top of the Top Award“         | Eric Saade                     | Elnyerte |
| 2013 | Scandipop Awards                              | „Best Male Single              | Marching (In the Name of Love) | Jelölve  |
| 2013 | Scandipop Awards                              | Legjobb férfi előadó           | Eric Saade                     | Jelölve  |
| 2013 | Scandipop Awards                              | Az olvasók kedvence            | Eric Saade                     | Elnyerte |
| 2013 | Nickelodeon Kids' Choice Awards (svéd jelölt) | Svédország kedvenc sztárja     | Eric Saade                     | Jelölve  |